# Lienardia tricolor
Lienardia tricolor é uma espécie de gastrópode do gênero Lienardia, pertencente a família Clathurellidae.